# Suobbatjauratj
Suobbatjauratj är en sjö i Jokkmokks kommun i Lappland och ingår i Luleälvens huvudavrinningsområde. Sjön har en area på 0,235 kvadratkilometer och ligger 357 meter över havet.

## Delavrinningsområde
Suobbatjauratj ingår i det delavrinningsområde (742644-164764) som SMHI kallar för Inloppet i Nautijaure. Medelhöjden är 381 meter över havet och ytan är 36,34 kvadratkilometer. Räknas de 6 avrinningsområdena uppströms in blir den ackumulerade arean 311,35 kvadratkilometer. Nautasätno (Nautasjåkkå) som avvattnar avrinningsområdet har biflödesordning 3, vilket innebär att vattnet flödar genom totalt 3 vattendrag innan det når havet efter 236 kilometer. Avrinningsområdet består mestadels av skog (82 procent) och sankmarker (16 procent). Avrinningsområdet har 0,52 kvadratkilometer vattenytor vilket ger det en sjöprocent på 1,4 procent.